# Андріївка (Луганський район)
Андрі́ївка (до 1950 року — хутір Андрі́ївка) — село в Україні, у Молодогвардійській міській громаді Луганського району Луганської області. Населення становить 13 осіб. З 2014 року є окупованим.

## Географія
Географічні координати Андріївки: 48°21' пн. ш. 39°29' сх. д. Часовий пояс — UTC+2. Загальна площа села — 2,2 км². Довжина Андріївки з півночі на південь — 2 км, зі сходу на захід — 0,5 км.
Село розташоване у східній частині Донбасу за 20 км від міста Сорокине. Через село протікає річка Луганчик.

## Історія
Назва села походить від імен землевласника та засновника Андрія Бабіна. Андріївка була заснована у другій половині XVIII століття, на правах рангової дачі.
У другій половині XIX століття в селі проживало 76 чоловіків і 78 жінок.

## Населення
За даними перепису 2001 року населення села становило 13 осіб, з них 53,85% зазначили рідною мову українську, 46,15% — російську.